# Baby boomer
Pour les articles homonymes, voir Boomer et Baby Boomer.

Taux de natalité aux États-Unis entre 1909 et 2004 ; le segment en rouge correspond au baby boom dans ce pays.

Un baby boomer, ou babyboumeur (orthographe rectifiée de 1990), aussi appelé boomer (péjoratif) est une personne née en Occident pendant la période du baby boom, après la Seconde Guerre mondiale. Selon la théorie générationnelle de Strauss-Howe, cette génération comprend les personnes nées entre 1943 et 1960. Une autre acception assigne cette catégorie aux personnes nées entre l'immédiat après-guerre et 1964,,,,. Les baby boomers font partie d’une génération entre la génération silencieuse et la génération X. Pendant cette période, la proportion d’adultes mariés augmente ainsi que le taux de natalité.

## Étymologie
Le terme baby boom désigne une augmentation notable du taux de natalité. L'augmentation de la population après la Seconde Guerre mondiale est décrite comme un « boom » par divers journalistes, dont Sylvia F. Porter dans une chronique publiée le 4 mai 1951 dans le New York Post, basée sur l'augmentation de 2 357 000 dans la population des États-Unis entre 1940 et 1950.
La première utilisation enregistrée de l'expression « baby boomer » se trouve dans un article du Daily Press daté de janvier 1963, écrit par Leslie J. Nason. Cet article décrit une augmentation massive des inscriptions dans les universités, alors que les premiers boomers atteignent l'âge adulte,. Le Oxford English Dictionary attribue le sens moderne de ce terme à un article publié le 23 janvier 1970 dans le The Washington Post.

## Caractéristiques et liens avec les autres générations

### Niveau de vie et perspectives économiques
Après la Seconde Guerre mondiale, les États-Unis offrent une aide financière massive aux nations d'Europe de l'Ouest sous la forme du plan Marshall afin de les reconstruire et d'étendre leur influence économique et politique. L'Union soviétique entreprend une démarche similaire pour l'Europe de l'Est avec le Conseil d’assistance économique mutuelle. L'Europe de l'Ouest connaît une croissance économique considérable, grâce à la fois au plan Marshall et aux initiatives visant l'intégration européenne, commençant par la création de la Communauté européenne du charbon et de l'acier par la France, l'Allemagne de l'Ouest, l'Italie, la Belgique, les Pays-Bas et le Luxembourg en 1951, et de la Communauté économique européenne en 1957–1958,. Au début du XXIe siècle, les Baby-Boomers dans certains pays développés représentent la plus grande cohorte de leur société en raison de la fécondité inférieure au seuil de remplacement et du vieillissement de la population.
Les Anglo-Américains parlent alors de "l'âge d'or" et les Français des "trente glorieuses" pour décrire une croissance économique continue. Pour les États-Unis, l'expansion économique d'après-guerre prolonge celle de la guerre, mais pour l'Europe de l'Ouest et le Japon, l'objectif économique principal est de revenir aux niveaux de productivité et de prospérité d'avant-guerre. Beaucoup parviennent à combler l'écart avec les États-Unis en termes de productivité par heure de travail et de produit intérieur brut (PIB) par habitant. Le plein emploi est atteint des deux côtés de l'Atlantique dans les années 1960. En Europe de l'Ouest, le taux de chômage moyen s’élève à 1,5 % à cette époque.
L'automobile, déjà courante en Amérique du Nord, le devient en Europe de l'Ouest, et dans une moindre mesure en Europe de l'Est et en Amérique latine. Parallèlement, les gouvernements du monde entier entreprennent la construction ou l’expansion de réseaux de transport public à un rythme jamais vu auparavant.
De nombreux objets auparavant considérés comme luxueux, tels que la machine à laver, le lave-vaisselle, le réfrigérateur et le téléphone, entrent en production de masse pour le consommateur moyen. La personne moyenne peut désormais vivre comme la classe supérieure de la génération précédente. Les avancées technologiques réalisées avant, pendant et après la guerre, comme les plastiques, la télévision, les bandes magnétiques, les transistors, les circuits intégrés et les lasers, jouent un rôle clé dans l'amélioration des standards de vie pour le citoyen moyen des pays développés,.
Cette période est marquée par l'optimisme, la prospérité économique et l'émergence d'une classe moyenne en pleine croissance. Dans certains cas, la vitesse des changements technologiques dépasse même les projections optimistes, au point que certains théoriciens sociaux de l'époque mettent en garde contre l'ennui que pourraient ressentir les ménagères. En réalité, cela ouvre la voie à une culture plus individualiste et à l'émancipation des femmes, un mouvement que les Baby Boomers soutiendront lorsqu'ils atteignent l'âge adulte à la fin des années 1960 et 1970. Cette évolution est aussi l'une des raisons pour lesquelles le baby-boom dure aussi longtemps ; les tâches ménagères et l'éducation des enfants deviennent moins lourdes pour les femmes.
Cependant, après 1945, l'exploitation des enfants étant pratiquement éradiquée en Occident, les femmes mariées issues de familles modestes doivent rejoindre la population active. Comme l'expliquent Louise Tilly et Joan Scott, "dans le passé, les enfants travaillaient pour que leurs mères puissent rester à la maison et s'acquitter des responsabilités domestiques et reproductives. Désormais, lorsque les familles ont besoin d'un revenu supplémentaire, ce sont les mères qui travaillent à la place des enfants."
La demande en logements explose. Les gouvernements de l'Est et de l'Ouest subventionnent massivement le logement avec de nombreux projets de logements sociaux dans les zones urbaines sous forme de bâtiments de grande hauteur. Cela se fait souvent au détriment de sites historiques détruits. Alors que le niveau de vie continue de grimper, la décentralisation prend racine, et les communautés suburbaines commencent à développer leurs propres centres de divertissement et centres commerciaux.
La santé publique s'améliore également, les programmes de vaccination jouant un rôle important. Au Royaume-Uni, par exemple, l'introduction de vaccins contre la poliomyélite, la rougeole et la coqueluche dans les années 1950 et 1960 réduit considérablement les taux d'infection, bien que certains sursauts soient attribués à une hésitation vaccinale. Aux États-Unis, la vaccination contre la rougeole entraîne non seulement une baisse de la mortalité infantile, mais aussi des conséquences positives sur la vie, telles qu'une augmentation des revenus familiaux. En Occident, l'espérance de vie moyenne augmente d'environ sept ans entre les années 1930 et les années 1960.
Le monde en développement connaît une croissance significative pendant les années 1950 et 1960, bien qu'il n'atteigne jamais le niveau de prospérité des sociétés industrialisées. Les populations d'Afrique, d'Asie et d'Amérique latine augmentent fortement entre 1950 et 1975. La production alimentaire dépasse largement la croissance démographique. Par conséquent, cette période ne connaît pas de famines majeures, à l'exception de celles causées par des conflits armés et des décisions politiques, comme en Chine communiste.
Les personnes ayant vécu la Grande famine chinoise (1958–1961) en tant que jeunes enfants sont sensiblement plus petites que celles qui ne l'ont pas vécue. La Grande famine fait jusqu'à 30 000 000 de morts et réduit considérablement la production économique de la Chine. Cependant, avant la famine, la production agricole de la Chine augmente de 70 % entre la fin de la guerre civile chinoise en 1949 et 1956, selon les statistiques officielles. Le président Mao Zedong met en place un plan d'industrialisation rapide pour son pays, le Grand Bond en avant. La production d'acier, principalement issue de fourneaux domestiques rudimentaires, triple entre 1958 et 1960, mais tombe à un niveau inférieur à celui du début du Grand Bond en avant en 1962.
La vie rurale—la Chine étant majoritairement rurale à cette époque—y compris les affaires familiales, est collectivisée. Les femmes sont recrutées pour travailler dans les champs, tandis que le gouvernement leur fournit des services de garderie et de crèche. En général, le revenu monétaire est remplacé par six services de base : alimentation, soins de santé, éducation, coiffure, funérailles et cinéma. Le plan de Mao est rapidement abandonné, non seulement à cause de son échec, mais aussi à cause de la Grande famine. Pourtant, malgré les résultats désastreux des politiques maoïstes, selon les standards du monde en développement, la Chine ne se porte pas si mal. Vers le milieu des années 1970, la consommation alimentaire de la Chine, mesurée en calories, dépasse légèrement la médiane mondiale, et l'espérance de vie nationale augmente régulièrement, hormis pendant les années de famine.
Entre 1960 et 1975, la croissance économique de la Chine continentale est rapide, mais elle reste en retrait par rapport à la croissance du Japon et à l'essor des Quatre dragons asiatiques (Corée du Sud, Taïwan, Hong Kong et Singapour), dont l'expansion est encore plus rapide.

### Identités culturelles et sociopolitiques

#### Culture populaire

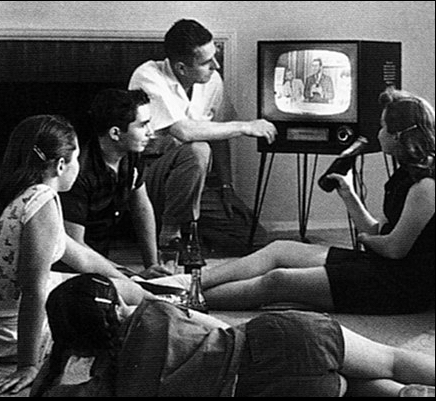
Une famille américaine regardant la télévision (1958).

L'arrivée du poste de télévision permet à une famille modeste de se divertir de manière auparavant réservée aux plus riches. Les soap operas—caractérisés par des intrigues mélodramatiques centrées sur les relations interpersonnelles et une production bon marché—tirent leur nom de leur sponsoring initial par des entreprises de savon et de détergent. Ces émissions connaissent un succès à la radio dans les années 1930 avant de migrer vers la télévision dans les années 1950. Elles rencontrent à nouveau le succès dans ce nouveau média, et de nombreux téléspectateurs des années 1950 et 1960 les font découvrir à leurs enfants et petits-enfants. Aux États-Unis, les soap operas abordent souvent les grandes questions sociales de leur époque, telles que l'avortement, les relations raciales, les politiques sexuelles et les conflits intergénérationnels, adoptant souvent des positions considérées comme progressistes pour leur époque. En Europe, et particulièrement au Royaume-Uni, les principaux soap operas mettent en scène des personnages issus de la classe ouvrière ou de la classe moyenne et véhiculent souvent des valeurs social-démocrates de l'après-guerre.

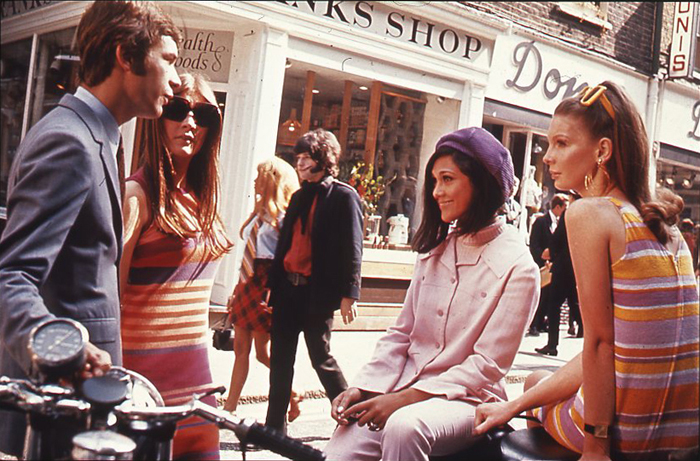
Jeunes à Londres (vers 1966). La prospérité joue un rôle dans la formation de la culture jeunesse des années 1960.

Après la Seconde Guerre mondiale, les États-Unis deviennent non seulement une terre de paix et de prospérité, mais aussi d'anxiété et de peur, notamment concernant la déviance culturelle et la subversion idéologique. Parmi les victimes de cette paranoïa figurent les bandes dessinées. Aux États-Unis, les bandes dessinées sont accusées d'être responsables de la délinquance juvénile car plusieurs jeunes délinquants admettent en lire. Cette inquiétude culmine avec la publication de Seduction of the Innocent (1954) par Fredric Wertham, ce qui entraîne un déclin de l'industrie des comics. Pour apaiser les préoccupations publiques, la Comics Code Authority est créée en 1954 pour réglementer et réduire la violence dans les bandes dessinées, marquant le début d'une nouvelle ère, celle de l'âge d'argent des comics américains, qui dure jusqu'au début des années 1970. Contrairement à celles de l'âge d'or, les histoires de l'âge d'argent s'éloignent de l'horreur et du crime. Les intrigues se concentrent davantage sur la romance et la science-fiction, jugées acceptables par le Code.
De nombreuses intrigues reflètent les aspirations d'évasion (escapisme) et capturent l'esprit culturel de l'époque, mettant en avant des valeurs familiales traditionnelles (avec un accent sur les rôles de genre et le mariage) ainsi que l'égalité des sexes.
J. D. Salinger publie en 1951 L'Attrape-cœurs (The Catcher in the Rye), un roman qui attire l'attention des adolescents bien qu'il soit destiné aux adultes. Les thèmes d'angoisse et d'aliénation adolescente du roman deviennent synonymes de la littérature pour jeunes adultes. Selon Michael Cart, c'est cependant dans les années 1960 que les romans pour adolescents et jeunes adultes connaissent leur véritable essor. Un exemple précoce de ce genre est le roman The Outsiders (1967) de S. E. Hinton. Ce livre montre un aspect plus sombre et plus réaliste de la vie adolescente, rarement abordé dans la fiction de l'époque,. Écrit lorsque Hinton est encore lycéenne, à 16 ans, The Outsiders évite la nostalgie commune aux récits écrits par des adultes sur les adolescents. Le roman reste l'un des livres pour jeunes adultes les plus vendus de tous les temps. Un autre grand succès est Are You There God? It's Me, Margaret. (1970) de Judy Blume,. Blume est l'une des premières romancières à traiter de sujets controversés tels que la masturbation, les menstruations, le sexe adolescent, la contraception et la mort,.

#### Influences culturelles

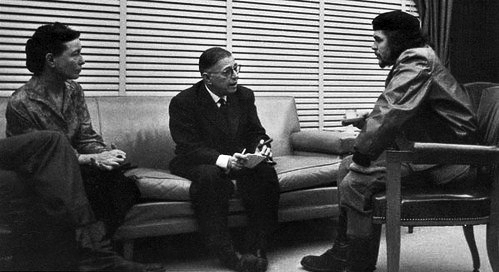
De gauche à droite : Simone de Beauvoir, Jean-Paul Sartre et Ernesto Che Guevara à Cuba en 1960, figures radicales des années 1960.

En Occident, les personnes nées avant le baby-boom ont souvent une influence déterminante sur les baby-boomers eux-mêmes. Parmi ces figures marquantes, on trouve des musiciens comme The Beatles, Bob Dylan et The Rolling Stones ; des écrivains tels que Jack Kerouac, Allen Ginsberg, Betty Friedan, Aleksandr Solzhenitsyn, Herbert Marcuse et d'autres auteurs de l'École de Francfort ; ainsi que des leaders politiques comme Mao Zedong, Fidel Castro et Che Guevara,,,. Jeunes et idéalistes, les radicaux de l'époque s'intéressent davantage aux idéologies qu'aux compétences ou aux résultats. À cet égard, des icônes révolutionnaires comme Mao, Castro ou Guevara deviennent des symboles puissants. En revanche, l'influence des parents s'affaiblit considérablement. C'est une époque de changement rapide, où ce que les parents peuvent enseigner à leurs enfants importe moins que ce que les enfants savent déjà ou ce que leurs parents ignorent. Pour les jeunes, la vie est très différente de celle vécue par leurs parents durant l'entre-deux-guerres et la guerre. La dépression économique, le chômage massif, la guerre et le chaos sont de lointains souvenirs, tandis que le plein emploi et le confort matériel deviennent la norme. Une telle différence crée un fossé générationnel. Par ailleurs, les pairs jouent un rôle significatif sur les jeunes, car bien que la culture jeunesse prône l'individualité, en pratique, la pression des pairs impose une certaine conformité, au moins au sein d'une sous-culture donnée.

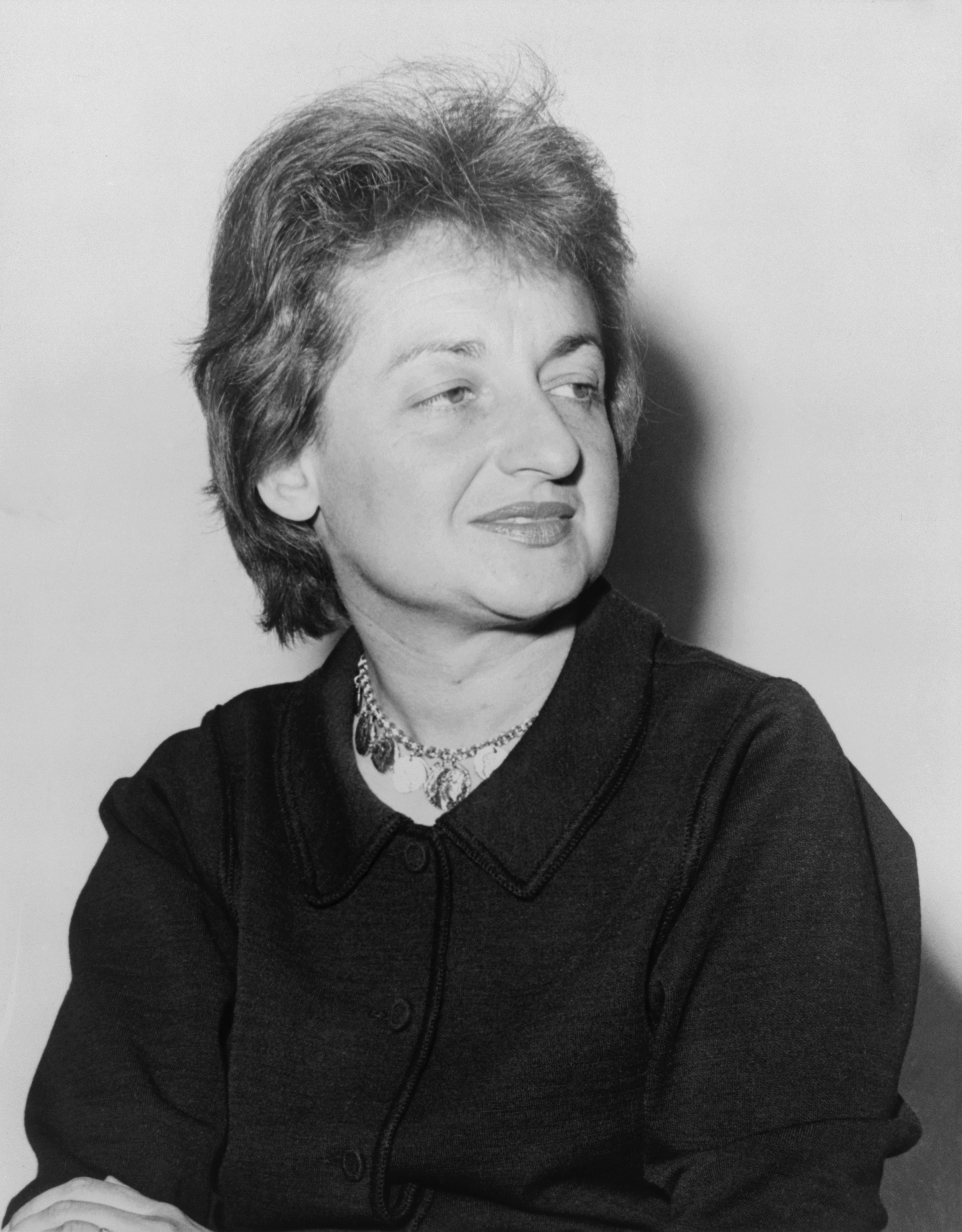
Le livre The Feminine Mystique (1963) de Betty Friedan déclenche la deuxième vague du féminisme entre les années 1960 et 1980 en remettant en question les normes sociales de l'époque, en particulier les rôles de genre traditionnels.

Aux États-Unis, les Baby-Boomers vivent une période marquée par une forte division culturelle entre les partisans progressistes du changement et les individus plus conservateurs. Les analystes estiment que cette division culturelle persiste politiquement, de la guerre du Vietnam jusqu'à nos jours, contribuant en partie à définir le paysage politique polarisé du pays,. Les premiers Baby-Boomers sont souvent associés à la contre-culture des années 1960, aux dernières années du mouvement des droits civiques et à la deuxième vague féministe des années 1970,. En revanche, une partie des Boomers adopte des orientations modérées ou conservatrices, notamment ceux qui poursuivent des carrières professionnelles dans l'armée, les forces de l'ordre, les entreprises, les métiers manuels ou la politique au sein du Parti républicain,.
D'autre part, les Boomers de la fin de la génération (souvent appelés Generation Jones) atteignent l'âge adulte dans l'ère du "malaise" des années 1970, marquée par des événements tels que le scandale du Watergate, la récession de 1973-1975, la crise pétrolière de 1973, le bicentenaire des États-Unis (1976) et la crise des otages en Iran (1979). Politiquement, les premiers Boomers américains tendent à être démocrates, tandis que les derniers tendent à être républicains.
Dans les années 1960 et 1970, l'industrie musicale connaît un grand succès en vendant des disques de rock aux jeunes âgés de 14 à 25 ans. Cette époque donne naissance à de nombreuses stars de jeunesse—comme Brian Jones des Rolling Stones ou Jimi Hendrix—dont les modes de vie précipitent souvent une mort prématurée,.
Dans tout le monde anglo-saxon, et de plus en plus dans d'autres pays, les jeunes des classes moyennes et supérieures commencent à adopter la culture populaire des classes inférieures, contrastant fortement avec les générations précédentes. Au Royaume-Uni, par exemple, les jeunes issus de familles aisées modifient leur accent pour se rapprocher de celui des ouvriers et n'hésitent pas à utiliser occasionnellement des jurons. En France, l'industrie de la mode découvre que les pantalons dépassent les jupes en termes de ventes dès le milieu des années 1960. Les jeans bleus, popularisés par des acteurs comme James Dean, deviennent un élément courant à travers le monde occidental, même au-delà des campus universitaires.
Un aspect remarquable de la culture jeunesse de cette période est son caractère international. Alors que les générations précédentes préféraient généralement les produits culturels de leur propre pays, ceux qui atteignent l'âge adulte dans les années 1960 et 1970 consomment volontiers la musique d'autres pays, surtout celle des États-Unis, alors hégémonie culturelle mondiale. La musique en anglais reste généralement non traduite. Les styles musicaux des Caraïbes, d'Amérique latine, et plus tard d'Afrique, gagnent également en popularité.
Dans les pays catholiques comme l'Irlande et l'Italie, les années 1960 et 1970 marquent une rupture entre l'Église et la jeunesse sur des questions telles que le divorce ou l'avortement. Dans la province canadienne du Québec, la pratique religieuse chute drastiquement durant la même période.
En Chine, malgré l'adoption de la Loi nationale sur le mariage en 1950, qui interdit la polygamie, autorise les femmes à demander le divorce et interdit les mariages arrangés, ces derniers restent courants. L'idée de se marier par amour romantique est perçue comme une invention capitaliste à combattre pendant la Révolution culturelle.

#### Contre-culture

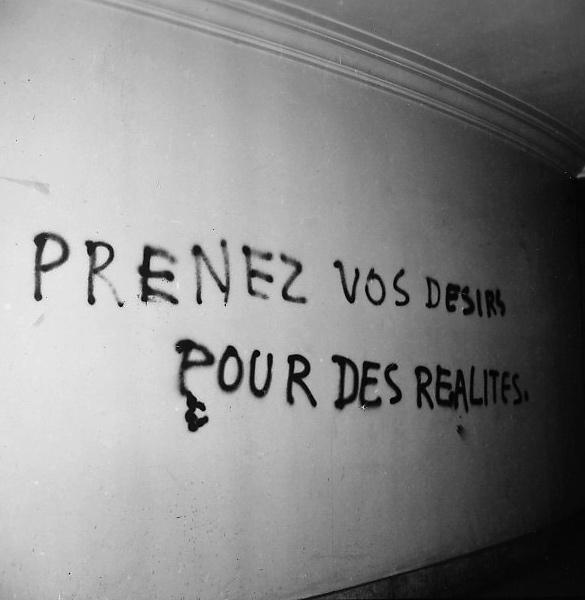
Un graffiti exhortant les étudiants à "prendre leurs désirs pour la réalité" à la Sorbonne, mai 1968.

Dans les décennies suivant la Seconde Guerre mondiale, la rébellion culturelle devient un phénomène courant dans les sociétés urbanisées et industrialisées, à la fois à l'Est et à l'Ouest. Dans le contexte de la compétition idéologique de la Guerre froide, les gouvernements cherchent à améliorer les conditions matérielles de vie de leurs citoyens tout en les incitant à donner un sens à leur vie quotidienne. Cependant, les jeunes ressentent un sentiment d'aliénation et cherchent à affirmer leur propre "individualité", "liberté" et "authenticité".
Au début des années 1960, les éléments de la contre-culture des années 1960 entrent déjà dans la conscience publique de part et d'autre de l'Atlantique, bien qu'ils ne soient pas encore considérés comme une menace. Cependant, même à cette époque, le chancelier ouest-allemand Konrad Adenauer reconnaît que le "problème le plus important de notre époque" réside dans ce que de nombreux jeunes perçoivent comme le matérialisme vide et la superficialité de la vie moderne. En Union soviétique, le périodique officiel de la jeunesse, Komsomol'skaia pravda, attire l'attention sur la "psychologie des jeunes contemporains".
En 1968, la contre-culture est perçue comme une menace sérieuse. Aux États-Unis, la Central Intelligence Agency (CIA) informe le Président que la contre-culture constitue une force hautement perturbatrice non seulement à l'intérieur du pays, mais aussi à l'étranger. Selon la CIA, elle sape les sociétés à l'Est comme à l'Ouest, des alliés américains comme l'Allemagne de l'Ouest, le Japon et la Corée du Sud, aux nations communistes comme la Pologne, l'Union soviétique et la Chine. Le directeur de longue date du Federal Bureau of Investigation (FBI), J. Edgar Hoover, soupçonne que les protestations étudiantes et la contre-culture sont orchestrées par des agents communistes. Cependant, la CIA ne trouve aucune preuve de subversion étrangère. La contre-culture affecte également les nations du tiers-monde, celles qui choisissent de rester non-alignées dans la Guerre froide.
En Union soviétique, le directeur du KGB, Youri Andropov, devient paranoïaque à propos de la sécurité intérieure. Sous le secrétaire général Leonid Brejnev, le KGB intensifie ses efforts pour réprimer les voix dissidentes, bien que l'Union soviétique ne revienne jamais complètement au style de gouvernance de Joseph Staline.
Avec le recul, les évaluations de la CIA se révèlent excessivement pessimistes. Ces mouvements de jeunesse avaient souvent une rhétorique plus forte que leurs actions réelles. Bien qu’ils semblent radicaux, les partisans de la contre-culture ne prônent pas nécessairement la destruction complète de la société pour en construire une nouvelle ; ils cherchent plutôt à travailler dans les limites du status quo pour apporter les changements qu’ils souhaitent. Les changements, lorsqu'ils se produisent, sont souvent moins organisés que les mouvements eux-mêmes. De plus, les participants les plus bruyants et visibles de la contre-culture viennent souvent d’un milieu privilégié—ayant accès à une éducation supérieure, au confort matériel et au loisir—ce qui leur permet de se sentir suffisamment en sécurité pour s'engager dans l'activisme. La contre-culture n’est donc pas motivée par des besoins matériels,.
Cependant, la contre-culture s'accompagne d'un véritable éventail pharmacologique, comprenant des substances comme le cannabis, les amphétamines (telles que les "purple hearts"), et les champignons hallucinogènes. Mais la plus notoire reste le "LSD" ou diéthyllysergamide, communément appelée "acide". Synthétisé en 1938 par le chimiste Albert Hofmann dans le cadre de recherches sur les migraines, son usage comme drogue psychédélique est popularisé dans les années 1960 par le psychologue Timothy Leary. Les tentatives pour interdire cette substance en 1966 contribuent à accroître sa popularité. Plusieurs icônes culturelles de la fin des années 1960, comme le poète Allen Ginsberg, sont connues pour l'avoir consommée.
Dans les années 1960, des étudiants conservateurs s’opposent à la contre-culture et trouvent des moyens de célébrer leurs idéaux conservateurs, en lisant par exemple des ouvrages comme A Study of Communism de J. Edgar Hoover, en rejoignant des organisations étudiantes comme les College Republicans, ou en organisant des événements fraternels qui renforcent les rôles de genre.
Les historiens restent divisés quant à l'impact des mouvements contre-culturels des années 1960 sur la politique et la société américaines, mais ils tendent à les décrire en termes similaires. Par exemple, le sociologue Todd Gitlin qualifie ces mouvements d’autosuffisants, enfantins, irrationnels, narcissiques et même dangereux. De plus, il est possible que ces mouvements n’aient fait que créer de nouveaux segments de marché pour des populations spécifiques, la "foule branchée",.

#### Manifestations et émeutes
En atteignant l'âge adulte à la fin des années 1960 et au début des années 1970, les Baby-Boomers deviennent immédiatement actifs politiquement et font entendre leur voix grâce à la taille impressionnante de leur cohorte démographique. La criminalité violente et les manifestations augmentent considérablement à la fin des années 1960 et au début des années 1970. De nombreux partisans de la contre-culture idéalisent la violence et la lutte armée contre ce qu'ils considèrent comme de l'oppression, s'inspirant des conflits dans le tiers-monde et de la Révolution culturelle en Chine communiste, une initiative de Mao Zedong visant à rompre complètement les liens de la société avec son histoire, avec des conséquences mortelles. Certains jeunes hommes et femmes refusent tout simplement de dialoguer avec la société dominante et croient au contraire que la violence est un signe de leur statut en tant que combattants de la résistance.
En mai 1968, la jeunesse française lance une vaste protestation pour réclamer des réformes sociales et éducatives, tandis que les syndicats déclenchent simultanément une grève générale, poussant le gouvernement à des contre-mesures. Cela provoque un chaos généralisé, ressemblant à une guerre civile, notamment à Paris. Finalement, le gouvernement cède aux revendications des étudiants et des travailleurs ; Charles de Gaulle démissionne de son poste de président en 1969.
En République fédérale d'Allemagne (Allemagne de l'Ouest), les années 1950 sont marquées par une forte croissance économique et une prospérité notable. Mais, comme dans de nombreuses autres nations occidentales, le pays connaît rapidement une forte polarisation politique en raison des révoltes de la jeunesse. Dans les années 1960, un sentiment général de stagnation stimule la création de l'opposition extra-parlementaire (APO), principalement soutenue par les étudiants. Un des objectifs de l'APO est de réformer le système universitaire, notamment en ce qui concerne les admissions et les inscriptions. L'un des activistes les plus célèbres de l'APO est Rudi Dutschke, qui appelle à une "longue marche à travers les institutions" dans le cadre du recrutement pour la fonction publique.
Un autre grand mouvement étudiant de cette époque est la Fraction armée rouge (RAF), un groupe militant marxiste particulièrement actif dans les années 1970 et 1980. Les membres de la RAF estiment que les systèmes économiques et politiques de l'Allemagne de l'Ouest sont inhumains et fascistes ; ils pillent des magasins, braquent des banques, enlèvent ou assassinent des hommes d'affaires, des politiciens et des juges ouest-allemands. Le règne de terreur de la RAF dure jusqu'à environ 1993. Le groupe se dissout en 1998. La RAF s'avère plus meurtrière que son équivalent américain, la Weather Underground, qui se décrit comme "un mouvement qui combat, et ne se contente pas de parler de combat".
De nombreux jeunes Ouest-Allemands des années 1960 sont méfiants envers l'autorité. Les manifestants étudiants protestent contre le réarmement de l'Allemagne de l'Ouest, son adhésion à l'OTAN, son refus de reconnaître la République démocratique allemande (Allemagne de l'Est) et le rôle des États-Unis dans la guerre du Vietnam. En revanche, la construction du mur de Berlin (à partir d'août 1961, après la crise de Berlin de 1961) par l'Allemagne de l'Est renforce les sentiments anticommunistes à l'Ouest, où la demande d'excellence académique et l'opposition à l'endoctrinement communiste augmentent. Une sorte de guerre civile éclate dans le milieu académique allemand. L'Université libre de Berlin devient le cœur des mouvements étudiants ouest-allemands. De nombreux professeurs de premier plan quittent l'université en raison de l'atmosphère politique suffocante. Toutefois, au milieu des années 1970, les tensions s'apaisent. Les étudiants se concentrent davantage sur leurs études et la préparation de leur carrière. À ce moment-là, la contre-culture invite déjà à une forte réaction publique. La résistance au changement s'accentue. Les principaux gouvernements du monde mettent en œuvre diverses politiques destinées à assurer "loi et ordre".
Certains slogans bien connus parmi les jeunes rebelles incluent : "Quand je pense à la révolution, j'ai envie de faire l'amour", "Je prends mes désirs pour la réalité et je crois en la réalité de mes désirs", et "Nous voulons tout et nous le voulons maintenant !". Ces slogans ne sont manifestement pas des slogans politiques au sens classique ; ils expriment plutôt des sentiments subjectifs de l'individu.
Cependant, aucun grand gouvernement n'est renversé par les protestations et les émeutes des années 1960. En réalité, les gouvernements se montrent étonnamment stables durant cette période turbulente de l'histoire. Les demandes croissantes de changement stimulent paradoxalement une résistance accrue au changement. Frustrés par l'absence de résultats révolutionnaires malgré leurs protestations, certains étudiants deviennent radicalisés et se tournent vers la violence ou même le terrorisme pour atteindre leurs objectifs. Néanmoins, hormis une grande visibilité médiatique, ces mouvements obtiennent peu de résultats. Comme le disait une plaisanterie au Pérou, accomplir son "service révolutionnaire" peut s'avérer très bénéfique pour une carrière future. En Amérique latine comme en France, de nombreux étudiants savent que la fonction publique recrute parmi les diplômés universitaires. Certains anciens militants radicaux trouvent un emploi stable dans les administrations, devenant parfois complètement apolitiques par la suite. Les gouvernements comprennent également que les individus tendent à devenir moins rebelles en vieillissant.
Aux États-Unis, les protestations contre l'engagement américain dans la guerre du Vietnam secouent les campus universitaires et les villes à travers le pays. Cela, bien que les forces armées américaines soient déployées pour des raisons similaires à celles de la guerre de Corée, un conflit qui avait provoqué peu de réactions politiques négatives. Cette période est marquée par une attention croissante portée à l'individu et une méfiance envers l'autorité. Les jeunes ne s'intéressent plus au service militaire comme leurs prédécesseurs. L'évasion du service militaire augmente, et beaucoup descendent dans la rue pour réclamer l'abolition de la conscription, une revendication qui finit par être satisfaite. Certaines de ces manifestations étudiantes deviennent violentes, avec des conséquences fatales.
Dans les régions où les manifestations restent pacifiques, les chances des démocrates de remporter des élections ne sont pas affectées. Cependant, dans les zones où des émeutes éclatent, le Parti républicain réussit à attirer de nouveaux électeurs en jouant sur le désir de sécurité et de stabilité. En fait, la réaction contre les troubles civils des années 1960 et 1970 est si forte que même des politiciens des années 1990, comme Bill Clinton, se voient contraints de soutenir des politiques strictes en matière de sécurité publique pour remporter des élections. Les manifestants les plus visibles, tels que les hippies affrontant la police, deviennent des cibles d'hostilité et de condamnation publique.
De manière générale, les militants de gauche et radicaux des années 1960 dans le monde occidental sont souvent des intellectuels. Cela se reflète dans leurs formes d'action politique et leurs croyances, majoritairement influencées par leurs expériences en milieu académique plutôt qu'en milieu ouvrier. Nombre d'entre eux restent dans le monde universitaire, formant une génération sans précédent de radicaux culturels et politiques sur les campus.
Une conséquence des révoltes étudiantes de la fin des années 1960 est de faire prendre conscience aux syndicats et aux travailleurs qu'ils peuvent exiger davantage de leurs employeurs. Cependant, après des années de plein emploi et d'augmentation des salaires et des avantages sociaux, la classe ouvrière ne montre que peu d'intérêt pour une révolution. À l'inverse, certains Américains manifestent dans les rues pour dénoncer la contre-culture et les militants anti-guerre dans le contexte de la guerre du Vietnam.
En Chine, le président Mao crée en 1965 les Gardes rouges, initialement composés principalement d'étudiants, afin de purger les cadres dissidents du Parti communiste chinois et les intellectuels en général, dans le cadre de la Révolution culturelle. Le résultat est un chaos généralisé. Mao décide finalement de mobiliser l'Armée populaire de libération contre ses propres Gardes rouges pour rétablir l'ordre public. Mao écarte des millions de Gardes rouges en les envoyant à la campagne.

#### Hippies et la route des hippies
Les jeunes partisans de la contre-culture, connus sous le nom de hippies, désapprouvent le monde moderne au point de chercher refuge dans des communautés intentionnelles et des religions mystiques. Pendant les années 1960 et 1970, de grands groupes de hippies se retrouvent dans toutes les grandes villes européennes et américaines. Les hommes hippies portent les cheveux longs et la barbe, tandis que les femmes rejettent tout ce qui est traditionnellement associé à la beauté féminine, comme le maquillage et les soutien-gorges. Les hippies, à divers degrés iconoclastes, rejettent l'éthique traditionnelle du travail. Ils préfèrent l'amour à l'argent, les sentiments aux faits, et les objets naturels aux produits manufacturés. Ils pratiquent le sexe occasionnel et consomment divers hallucinogènes. En général, ils sont pacifistes et pessimistes. Beaucoup d'entre eux se désintéressent de la politique et de l'activisme, bien qu'ils soient influencés par l'atmosphère politique de l'époque. Un événement culturel marquant de cette période est le festival de Woodstock en août 1969, qui attire une immense foule malgré une météo défavorable et un manque général d'infrastructures. Bien qu'il soit souvent affirmé que près d'un demi-million de personnes y assistent, le chiffre exact est difficile à déterminer, même avec des photographies aériennes, comme le confirment les experts en gestion des foules.
La route des hippies commence probablement au milieu des années 1950, avec des expéditions de touristes et d'étudiants fortunés voyageant en petits groupes. Ces voyages commencent au Royaume-Uni et se dirigent vers l'est. À mesure que les économies d'Europe de l'Ouest prospèrent, la demande de voyages internationaux augmente également ; de nombreuses compagnies de bus voient le jour pour répondre aux besoins des touristes. Les premiers hippies—initialement des hommes aux cheveux longs—empruntent cette route à la fin des années 1960. Beaucoup de jeunes sont fascinés par les religions orientales et le mysticisme, et souhaitent se rendre en Asie pour en apprendre davantage. D'autres veulent échapper aux modes de vie conventionnels de leurs pays d'origine ou voient des opportunités lucratives. Certains consomment du cannabis et souhaitent visiter le Moyen-Orient et l'Asie du Sud, d'où proviennent leurs produits préférés. Cependant, le transport aérien en est encore à ses débuts et reste inaccessible à la plupart des gens. Pour ceux en quête d'aventure, voyager en bus longue distance ou en train depuis l'Europe de l'Ouest jusqu'en Asie devient une alternative abordable. Mais tous ceux qui empruntent la route des hippies ne viennent pas d'Europe. En effet, beaucoup viennent du Canada, des États-Unis, d'Australie et de Nouvelle-Zélande. Les visas sont faciles à obtenir, voire inutiles dans certains cas.
Cependant, de nombreux jeunes touristes occidentaux naïfs tombent victimes d'escrocs, de voleurs, et même de meurtriers, profitant de la culture mondiale naissante des drogues à cette époque,. La route des hippies prend fin en 1979 avec la Révolution iranienne et le début de la Guerre soviéto-afghane (1979–1989).

#### Révolution sexuelle et féminisme
Au Royaume-Uni, le procès de L'Amant de Lady Chatterley (1959) et le premier album des Beatles, Please Please Me (1963), amorcent une évolution dans la perception publique des relations humaines, un changement qui sera rapidement repris par une jeunesse cherchant à s’émanciper,.
Aux États-Unis, la Food and Drug Administration (FDA) approuve en mai 1960 la première pilule contraceptive, un médicament qui aura un impact immense sur l'histoire du pays. Inventée par Gregory Pincus en 1956, la pilule, comme elle est communément appelée, marque la première fois dans l'histoire que sexualité et reproduction peuvent être séparées de manière fiable. En éliminant deux des principaux arguments contre les relations extraconjugales, la pilule et les antibiotiques capables de guérir diverses maladies vénériennes ouvrent la voie à la révolution sexuelle. Toutefois, cette révolution ne se produit pas immédiatement : la pilule ne devient largement accessible qu’à partir des années 1980 aux États-Unis et dans d’autres pays occidentaux. La première vague des baby-boomers suit les traditions de leurs parents, se mariant et ayant des enfants jeunes. Progressivement, les attitudes politiques envers la sexualité évoluent radicalement à la fin des années 1960, influencées par les jeunes. Bien que les comportements de la majorité des Américains ne changent pas immédiatement, les idées dominantes concernant le sexe avant le mariage, la contraception, l’avortement, l’homosexualité et la pornographie sont remises en question.
Les années 1960 et 1970 deviennent une période cruciale dans l’histoire de la sexualité humaine. Bien qu'il y ait eu des réactions négatives sur des bases morales ou religieuses, les mœurs sexuelles des sociétés occidentales changent pour toujours. Cependant, des préoccupations émergent concernant le respect ou l'abandon possible des jeunes filles adolescentes qui cèdent aux demandes de leurs petits amis, une préoccupation capturée dans la chanson "Will You Love Me Tomorrow?" de 1960. Le phénomène du going steady—pratique consistant à sortir exclusivement avec une seule personne—se popularise parmi les jeunes Américains après la Seconde Guerre mondiale et reste une partie intégrante de la culture jeunesse jusqu’aux années 1980, les adolescents commençant à sortir "sérieusement" à des âges de plus en plus précoces.
Les travaux du sexologue Alfred C. Kinsey, Sexual Behavior in the Human Male (1948) et Sexual Behavior in the Human Female (1958), révèlent, à travers des interviews confidentielles, que des comportements sexuels autrefois jugés inhabituels sont en réalité plus fréquents qu’on ne le pensait. Bien que ces études provoquent de vives critiques, elles valent à Kinsey le surnom de "Marx de la révolution sexuelle" pour leur influence révolutionnaire. Si de nombreux hommes et femmes célèbrent leur liberté nouvellement acquise, la révolution sexuelle introduit également de nouveaux problèmes, comme la pression sociale pour entrer dans des relations non désirées, une augmentation des naissances illégitimes et des maladies sexuellement transmissibles, ainsi que l’émergence du SIDA.
Parallèlement à la révolution sexuelle, une nouvelle vague de féminisme émerge. La remise en question des normes traditionnelles intensifie la prise de conscience chez les femmes de leur potentiel à changer leur condition. Des organisations comme le National Organization for Women (NOW) se battent pour des droits égaux, des services de garde d'enfants subventionnés, et la légalisation de l’avortement, tout en s'inspirant des tactiques du mouvement des droits civiques.
L'ouvrage The Feminine Mystique de Betty Friedan exprime le mal-être des femmes au foyer, insistant sur le fait qu'elles n’ont souvent pas d’identité en dehors de leur rôle d’épouse et de mère. "The personal is political" devient le mot d’ordre de la deuxième vague du féminisme.
Cependant, le mouvement féministe se fragmente : certains groupes deviennent plus radicaux, estimant que des organisations comme NOW ne vont pas assez loin. Ces féministes radicales prônent l'utilisation d'un langage non sexiste, l'abolition du mariage, et considèrent que la famille traditionnelle est une "institution décadente, destructrice et gaspilleuse." Certaines rejettent même l'hétérosexualité par principe et attaquent "non seulement le capitalisme, mais aussi les hommes." À l’opposé, des conservateurs sociaux organisent une contre-offensive majeure, notamment par le biais de mouvements anti-avortement, après que la Cour suprême des États-Unis ait jugé l'avortement constitutionnel dans l'affaire Roe v. Wade (1973). Malgré ces oppositions, la société américaine évolue profondément : de nombreuses femmes intègrent le marché du travail, modifiant ainsi l'équilibre des pouvoirs entre les sexes.
Bien que le nouveau féminisme émerge aux États-Unis dans les années 1960 pour répondre aux préoccupations des femmes de la classe moyenne, grâce à l'inclusion du mot "sexe" dans le Civil Rights Act de 1964, qui visait principalement à interdire la discrimination raciale, il s’étend rapidement à d'autres nations occidentales dans les années 1970 et surtout 1980. De nombreuses femmes prennent conscience de leur pouvoir en tant que groupe et s’en servent immédiatement, comme en témoignent les réformes sur le divorce et les lois sur l'avortement en Italie, par exemple.
Les femmes intègrent massivement le marché du travail, et au début des années 1980, de nombreux secteurs économiques sont féminisés, bien que les hommes continuent de dominer les emplois manuels. En raison de la loi de l'offre et de la demande, cette arrivée massive de travailleuses diminue le prestige et les revenus associés à ces emplois. Pour de nombreuses femmes mariées de la classe moyenne, travailler n’a souvent pas beaucoup de sens sur le plan économique après avoir pris en compte les coûts supplémentaires, tels que la garde d'enfants et l'entretien ménager. Pourtant, beaucoup choisissent de travailler pour acquérir une indépendance financière. De plus, avec la volonté accrue d'envoyer leurs enfants à l'université, les femmes de la classe moyenne travaillent pour les mêmes raisons que leurs homologues plus pauvres : pour subvenir aux besoins de leur famille. Dans les milieux intellectuels, les hommes deviennent également plus réticents à perturber les carrières de leurs épouses, ces dernières étant moins disposées à suivre leurs maris à travers des déménagements professionnels, contrairement aux générations précédentes.
Bien que les féministes ne forment pas toujours un groupe idéologiquement homogène, elles réussissent à créer une conscience collective féminine, que les politiciens de gauche dans les démocraties cherchent à reconnaître pour gagner leurs votes. Dans les années 1970 et 1980, la solidarité traditionnelle de la classe ouvrière décline, alors que différents segments de ce groupe connaissent des perspectives économiques divergentes, en raison de la poursuite de l’automatisation industrielle.
Parallèlement à cette nouvelle atmosphère de liberté sexuelle, les homosexuels deviennent de plus en plus nombreux à réclamer l'acceptation par la société et des droits légaux complets dans les années 1970 et 1980,. Il devient difficile de s’opposer à ce que des adultes consentants pratiquent en privé. La déclaration publique d’engagement envers une manière de vivre autrefois ostracisée, soit le "coming out," devient cruciale pour ce mouvement. L'homosexualité est dépénalisée en Angleterre, au Pays de Galles, et aux États-Unis à la fin des années 1960. La première Gay Pride au monde a lieu en 1969. Cependant, l’épidémie de VIH/SIDA freine cette avancée sociale lorsque ses premières victimes sont identifiées au début des années 1980. L’écrivain Randy Shilts, lui-même homosexuel, remarque : "Le VIH est certainement formateur. Il m'a fait voir toutes les choses futiles auxquelles nous nous accrochons, comme l'égo et la vanité. Bien sûr, je préférerais avoir quelques cellules T de plus et un peu moins de caractère."

### Éducation
L'alphabétisation universelle est un objectif majeur pour pratiquement tous les gouvernements des pays en développement, et beaucoup réalisent des progrès significatifs dans ce domaine, même si leurs statistiques "officielles" sont parfois jugées excessivement optimistes.
Dans les années 1980, James R. Flynn analyse des données psychométriques et découvre que les QI des Américains augmentent significativement entre le début des années 1930 et la fin des années 1970. En moyenne, les cohortes plus jeunes obtiennent de meilleurs résultats que leurs aînés. Des études ultérieures confirment cette découverte, appelée l'effet Flynn, dans d'autres pays également.
Pendant l'après-guerre, l'importance des mathématiques modernes—en particulier la logique mathématique, l'optimisation et l'analyse numérique—est reconnue pour leur utilité durant la guerre. Cela mène à des propositions de réformes dans l'enseignement des mathématiques. Ce mouvement international est lancé à la fin des années 1950, avec une forte influence française. En France, ces réformes découlent aussi d'un désir de rapprocher les mathématiques enseignées dans les écoles des recherches des mathématiciens purs, notamment ceux de l'école Nicolas Bourbaki, qui mettent l'accent sur un style austère et abstrait, ainsi que sur l'axiomatisation.
Jusqu'aux années 1950, l'objectif de l'éducation primaire est de préparer les élèves à la vie et aux carrières futures. Cela change dans les années 1960. Une commission dirigée par André Lichnerowicz est mise en place pour détailler les réformes souhaitées en mathématiques. Le gouvernement français impose également un programme uniforme à tous les élèves, quelle que soit leur orientation future. Ainsi, les mêmes cours hautement abstraits sont enseignés aussi bien à ceux qui se destinent à l'université qu'à ceux qui quittent l'école pour entrer dans la vie active. De l'école primaire au baccalauréat français, la géométrie euclidienne et le calcul infinitésimal sont délaissés au profit de la théorie des ensembles et de l'algèbre abstraite. Ce modèle, hérité de l'entre-deux-guerres, est appliqué à toute la société. Cependant, au début des années 1970, la Commission rencontre des critiques : les réformes sont jugées inadaptées aux enseignants et aux élèves. André Lichnerowicz démissionne et la commission est dissoute en 1973.
Aux États-Unis, l'initiative des "Mathématiques modernes" introduit des concepts tels que la théorie des ensembles, qui est utilisée par les mathématiciens pour construire l'ensemble des nombres réels, un sujet normalement enseigné aux étudiants avancés dans un cours d'analyse réelle, ainsi que l'arithmétique dans des bases autres que dix. Cette réforme échoue de manière similaire et fait l'objet de critiques tant de la part des parents que des experts des disciplines STEM,,. Néanmoins, l'influence de l'école Bourbaki en matière d'éducation mathématique perdure, comme le rappelle le mathématicien soviétique Vladimir Arnold dans une interview en 1995.
Avant la Seconde Guerre mondiale, la proportion de personnes ayant fait des études universitaires dans les pays industrialisés les plus avancés, à l'exception des États-Unis, un leader mondial dans l'enseignement post-secondaire, est négligeable. Après la guerre, le nombre d'étudiants universitaires augmente considérablement, non seulement en Occident, mais aussi dans les pays en développement. En Europe, entre 1960 et 1980, le nombre d'étudiants universitaires est multiplié par quatre ou cinq en Allemagne de l'Ouest, en Irlande et en Grèce, par cinq à sept en Finlande, en Islande, en Suède et en Italie, et par sept à neuf en Espagne et en Norvège. En Allemagne de l'Ouest, le nombre d'étudiants universitaires croît régulièrement dans les années 1960 malgré la construction du mur de Berlin, qui empêche les étudiants d'Allemagne de l'Est de venir. En 1966, l'Allemagne de l'Ouest compte 400 000 étudiants, contre 290 000 en 1960.
En République de Corée (Corée du Sud), la proportion d'étudiants universitaires par rapport à la population passe d'environ 0,8 % à 3 % entre 1975 et 1983. Les familles considèrent généralement l'enseignement supérieur comme un moyen d'accéder à un statut social plus élevé et à un revenu plus important, en résumé, une vie meilleure. Ainsi, elles poussent leurs enfants à fréquenter l'université chaque fois que cela est possible. En général, l'expansion économique de l'après-guerre permet à un plus grand pourcentage de la population d'envoyer ses enfants à l'université en tant qu'étudiants à plein temps. En outre, de nombreux États-providence occidentaux, à commencer par les subventions du gouvernement américain pour les anciens combattants souhaitant fréquenter l'université, offrent une aide financière aux étudiants universitaires, bien que ceux-ci soient toujours censés vivre de manière frugale.
Dans la plupart des pays, à l'exception notable du Japon et des États-Unis, les universités sont plus souvent publiques que privées. Le nombre total d'universités dans le monde double au cours des années 1970. L'émergence de campus universitaires et de villes universitaires constitue un phénomène culturel et politique inédit, qui annonce les turbulences politiques de la fin des années 1960 à travers le monde.
Après la Première Guerre mondiale, aux États-Unis, l'objectif de l'éducation primaire passe de l'utilisation des écoles pour réaliser des changements sociaux à leur emploi pour promouvoir le développement émotionnel. Bien que cela puisse aider les élèves à améliorer leur bien-être mental, les critiques soulignent une mise à l'écart des matières académiques traditionnelles, ce qui conduit à de mauvaises habitudes de travail et à une ignorance manifeste. Un tel système devient de moins en moins viable, car la société exige de plus en plus une éducation rigoureuse. Dans son livre The American High School Today (1959), l'ancien président de Harvard James B. Conant critique cet état de fait. En particulier, il pointe l'échec des cours d'anglais à enseigner une grammaire et une composition correctes, la négligence des langues étrangères, ainsi que l'incapacité à répondre aux besoins des élèves talentueux comme à ceux des élèves en difficulté. Des figures comme Conant gagnent en influence après le lancement réussi du satellite Spoutnik par l'Union soviétique en 1957.

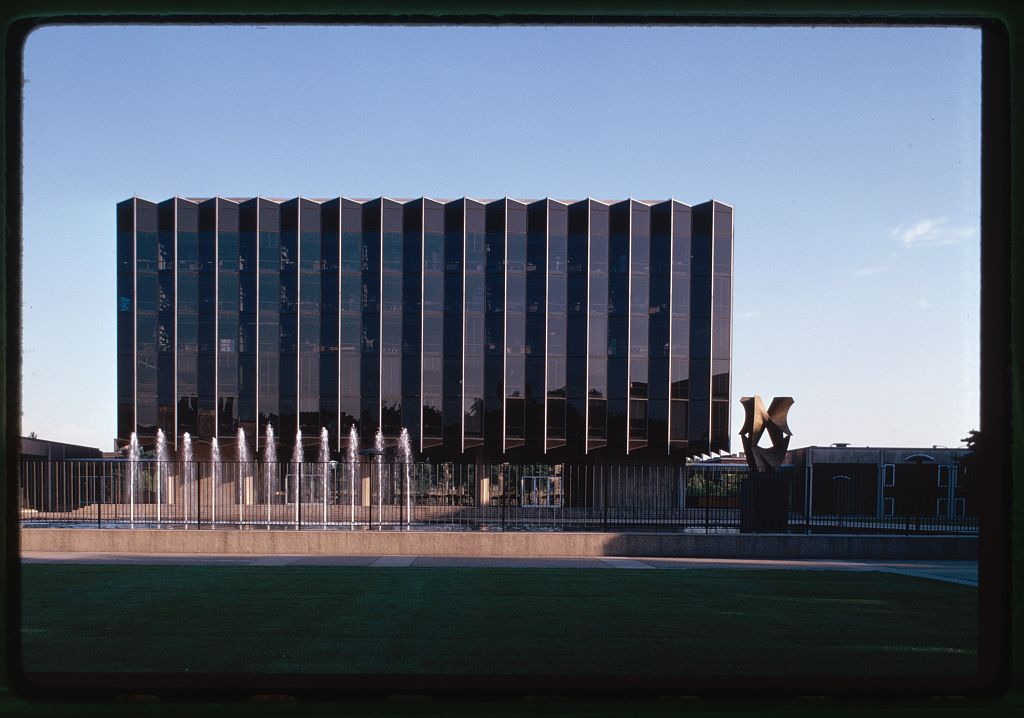
Un grand nombre d'Américains poursuivent des études supérieures après la Seconde Guerre mondiale. Sur la photo: la University of Chicago Law School (1955–63).

Le succès soviétique inattendu démontre aux Américains que leur système éducatif est en retard. Le magazine Life rapporte que les trois quarts des lycéens américains ne suivent aucun cours de physique. Le gouvernement des États-Unis réalise qu'il a besoin de milliers de scientifiques et d'ingénieurs pour rivaliser avec la puissance de son adversaire idéologique. Sur ordre direct du président Dwight D. Eisenhower, l'enseignement des sciences subit de profondes réformes, et le gouvernement fédéral commence à investir des sommes considérables non seulement dans l'éducation, mais aussi dans la recherche et le développement. Des institutions privées, comme la Carnegie Corporation et la Ford Foundation, financent également l'éducation,.
Des auteurs se sentent inspirés pour alimenter le marché des manuels de physique, et l'un des résultats est le Berkeley Physics Course, une série destinée aux étudiants de premier cycle, influencée par le Physical Science Study Committee du MIT, formé juste avant le lancement de Spoutnik. L'un des manuels les plus célèbres de cette série est Electricity and Magnetism de Edward Mills Purcell, lauréat du prix Nobel, qui a été réédité plusieurs fois et reste en circulation au XXIe siècle.
Dans tous les cas, la performance académique regagne en importance aux États-Unis. Parallèlement, un grand nombre de jeunes souhaitent entrer à l'université en raison de la croissance démographique et des besoins croissants de la société en compétences spécialisées. Les institutions prestigieuses peuvent sélectionner les meilleurs étudiants parmi de vastes ensembles de candidatures, devenant ainsi des centres de formation pour une élite cognitive en pleine expansion. En effet, la part des diplômés universitaires parmi les jeunes de 23 ans augmente régulièrement après la Seconde Guerre mondiale, d'abord en raison des anciens combattants retournant à la vie civile, puis des personnes nées après la guerre. En 1950, les États-Unis comptent 2,6 millions d'étudiants dans leurs établissements d'enseignement supérieur. En 1970, ce chiffre passe à 8,6 millions, et en 1980, il atteint 12 millions.
Dans les années 1970, le nombre de Baby-Boomers postulant à des établissements d'enseignement supérieur aux États-Unis devient si important que de nombreuses universités deviennent extrêmement sélectives. Ce phénomène se calme dans les années 1980. Finalement, environ un quart des Baby-Boomers obtient au moins une licence. Plus de femmes obtiennent des diplômes universitaires que jamais auparavant et accèdent à des professions à un rythme sans précédent. Comme de nombreux Baby-Boomers poursuivent des études supérieures, les coûts augmentent, faisant des membres de la génération Silencieuse la dernière cohorte à bénéficier d'universités publiques gratuites aux États-Unis. Le nombre de femmes suivant un enseignement supérieur augmente également dans d'autres pays, y compris ceux situés de l'autre côté du rideau de fer.
Le physicien américain Herbert Callen observe qu'en dépit d'une enquête menée par le Comité des applications de la physique de l'American Physical Society en 1971, selon laquelle les leaders industriels souhaitent un accent plus fort sur des matières pratiques, telles que la thermodynamique, par opposition à des sujets plus abstraits comme la mécanique statistique, les institutions universitaires prennent la direction opposée. Le physicien britannique Paul Dirac, qui s'installe aux États-Unis dans les années 1970, exprime à ses collègues des doutes quant à la pertinence d'éduquer autant d'étudiants en sciences, alors que beaucoup d'entre eux n'ont ni l'intérêt ni les aptitudes nécessaires.
Un "pic démographique" de jeunes peut être vu comme l'un des nombreux facteurs expliquant les troubles sociaux et les soulèvements dans une société. L'historien quantitatif Peter Turchin souligne que l'augmentation du nombre de diplômés, supérieur à ce que l'économie peut absorber, un phénomène qu'il appelle la "surproduction d'élites," conduit à une polarisation politique, une fragmentation sociale et même à de la violence, car beaucoup deviennent mécontents face à leurs perspectives limitées malgré leur haut niveau d'éducation. Les inégalités de revenus, la stagnation ou le déclin des salaires réels, et l'augmentation de la dette publique sont des facteurs contributifs. Turchin affirme que la combinaison d'un pic démographique et d'une population massive de jeunes diplômés est une des raisons principales de l'instabilité des années 1960 et 1970, et prédit que les années 2020 verront ce schéma se répéter.
En raison de leur importance numérique, les Baby-Boomers accèdent au marché du travail et occupent tous les emplois qu'ils trouvent, y compris ceux en dessous de leurs qualifications. Cela entraîne une pression à la baisse sur les salaires, forçant de nombreux foyers à nécessiter deux revenus pour subvenir à leurs besoins.

En Chine, bien que le gouvernement central établisse des plans pour améliorer l'accès à l'éducation, la fréquentation scolaire, y compris au niveau élémentaire, diminue de 25 millions d'élèves en raison de la Grande Famine, et de 15 millions supplémentaires pendant la Révolution culturelle. Pourtant, malgré cela, au milieu des années 1970, presque tous les enfants chinois fréquentent l'école primaire (96 %), soit une augmentation de six fois par rapport au début des années 1950. Bien que le taux d'illettrisme ou de semi-illettrisme en Chine semble élevé—un quart des Chinois âgés de plus de 12 ans appartenant à ces catégories en 1984—les particularités de la langue chinoise rendent les comparaisons directes avec d'autres pays difficiles.
Ignorant le scepticisme de ses camarades, le président Mao lance la Campagne des Cent Fleurs en 1956-1957, encourageant les intellectuels et les élites de l'ancien régime à exprimer librement leurs idées avec le slogan "Que cent fleurs s'épanouissent, que cent écoles de pensée rivalisent". Mao pense que sa révolution a transformé la société chinoise de manière irréversible. Le résultat est un flot d'idées jugées inacceptables par le Parti communiste chinois et, surtout, par Mao lui-même, alimentant sa méfiance envers les intellectuels. En réponse, Mao initie la Révolution culturelle, au cours de laquelle l'intelligentsia est envoyée dans les campagnes pour effectuer des travaux manuels. L'enseignement supérieur est presque entièrement aboli en Chine continentale. En 1970, il n'y a que 48 000 étudiants universitaires en Chine, dont 4 260 dans les sciences naturelles et 90 dans les sciences sociales, 23 000 élèves dans les écoles techniques et 15 000 enseignants en formation. Les données sur les étudiants de troisième cycle sont inexistantes, vraisemblablement parce qu'il n'y en a pas. La Chine a une population d'environ 830 000 000 en 1970.
Les Baby-Boomers chinois grandissent pendant la Révolution culturelle, lorsque les institutions d'enseignement supérieur sont fermées. En conséquence, lorsque la Chine introduit certains éléments de réformes capitalistes à la fin des années 1970, une grande partie de cette génération se trouve gravement désavantagée, incapable d'occuper les divers emplois qui se libèrent.

## Jalons générationnels

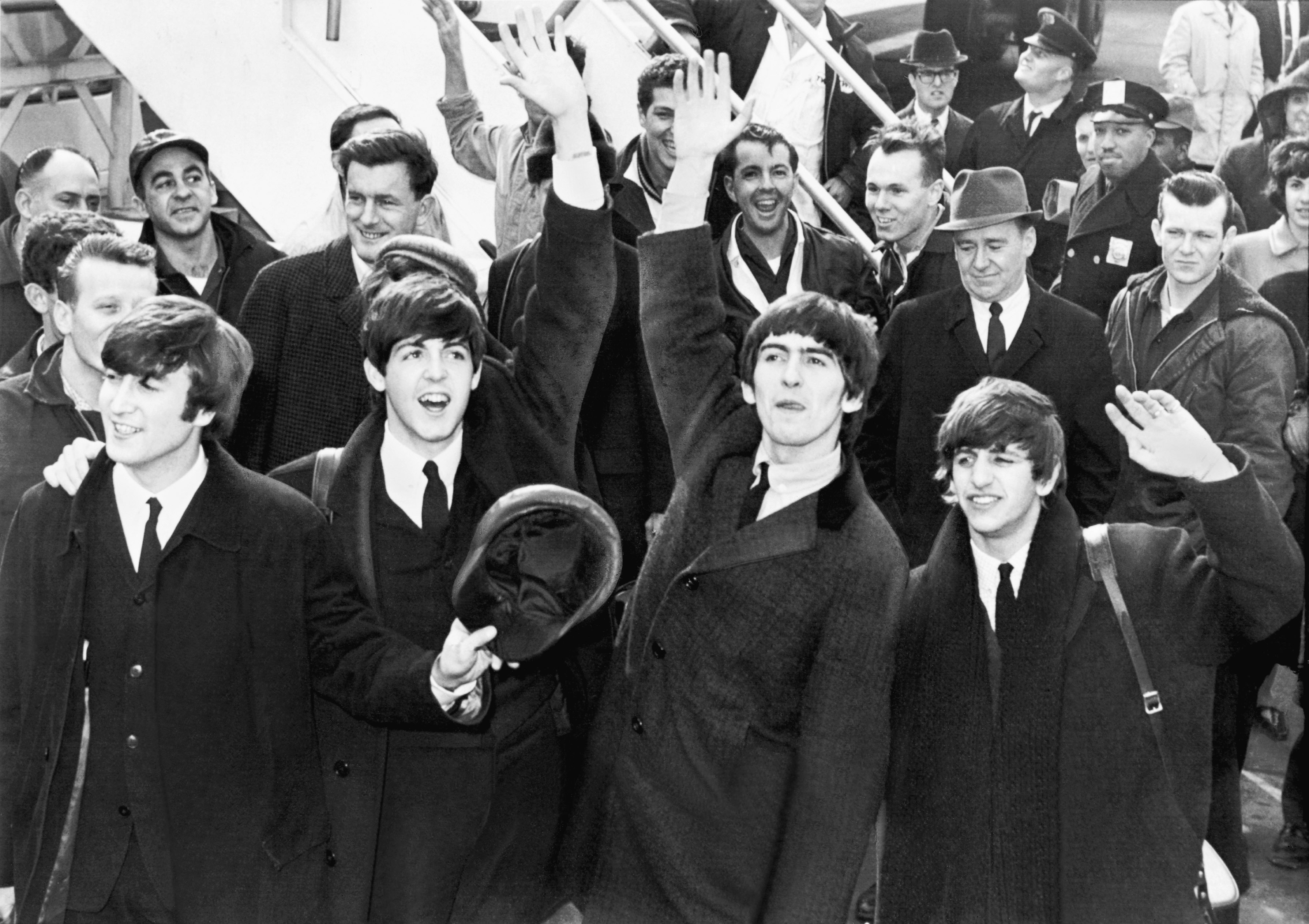
Les Beatles arrivent à l'Aéroport international John-F.-Kennedy, New York (1964).
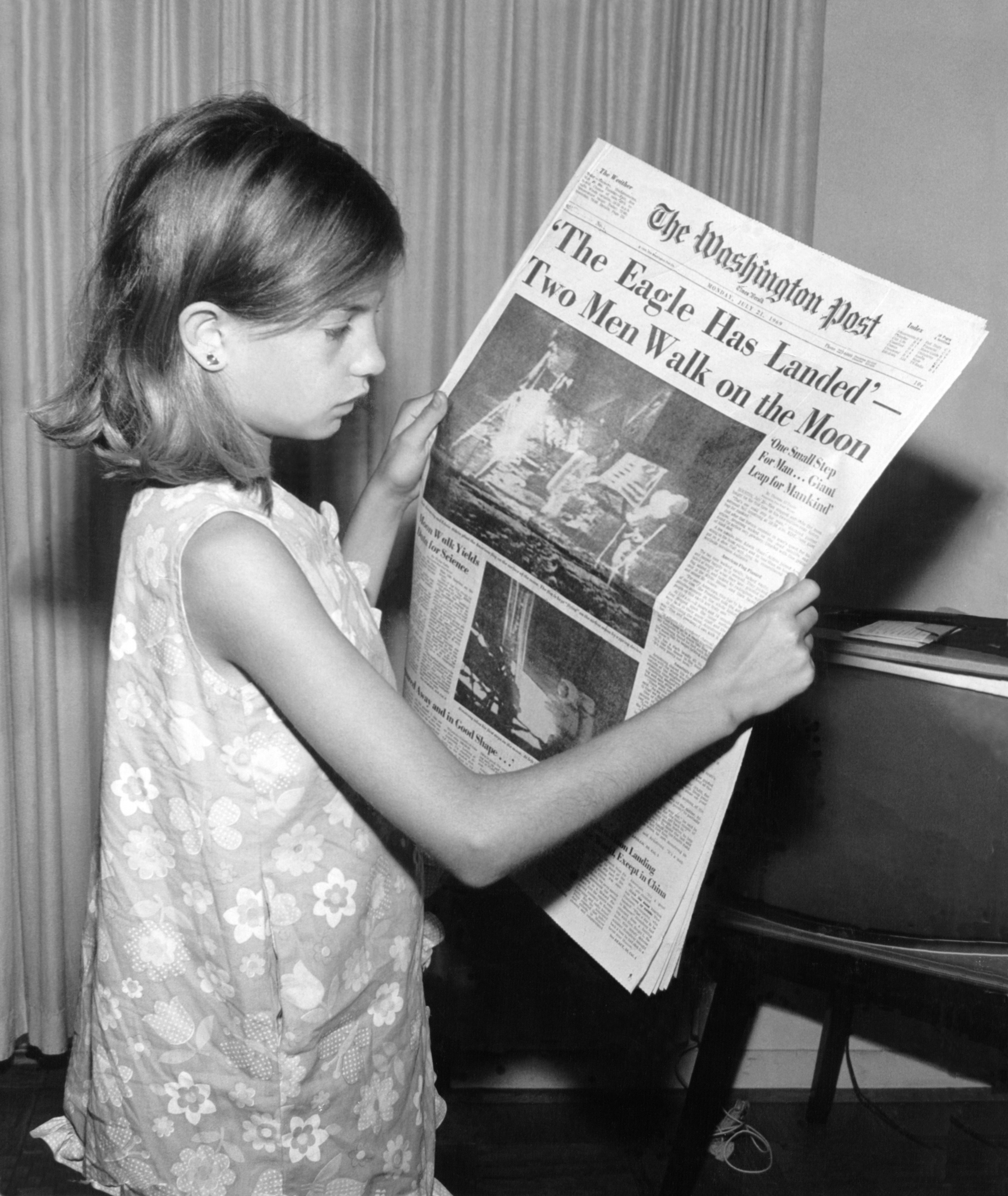
Une jeune fille lit un journal annonçant que l'Homme a marché sur la Lune (1969).
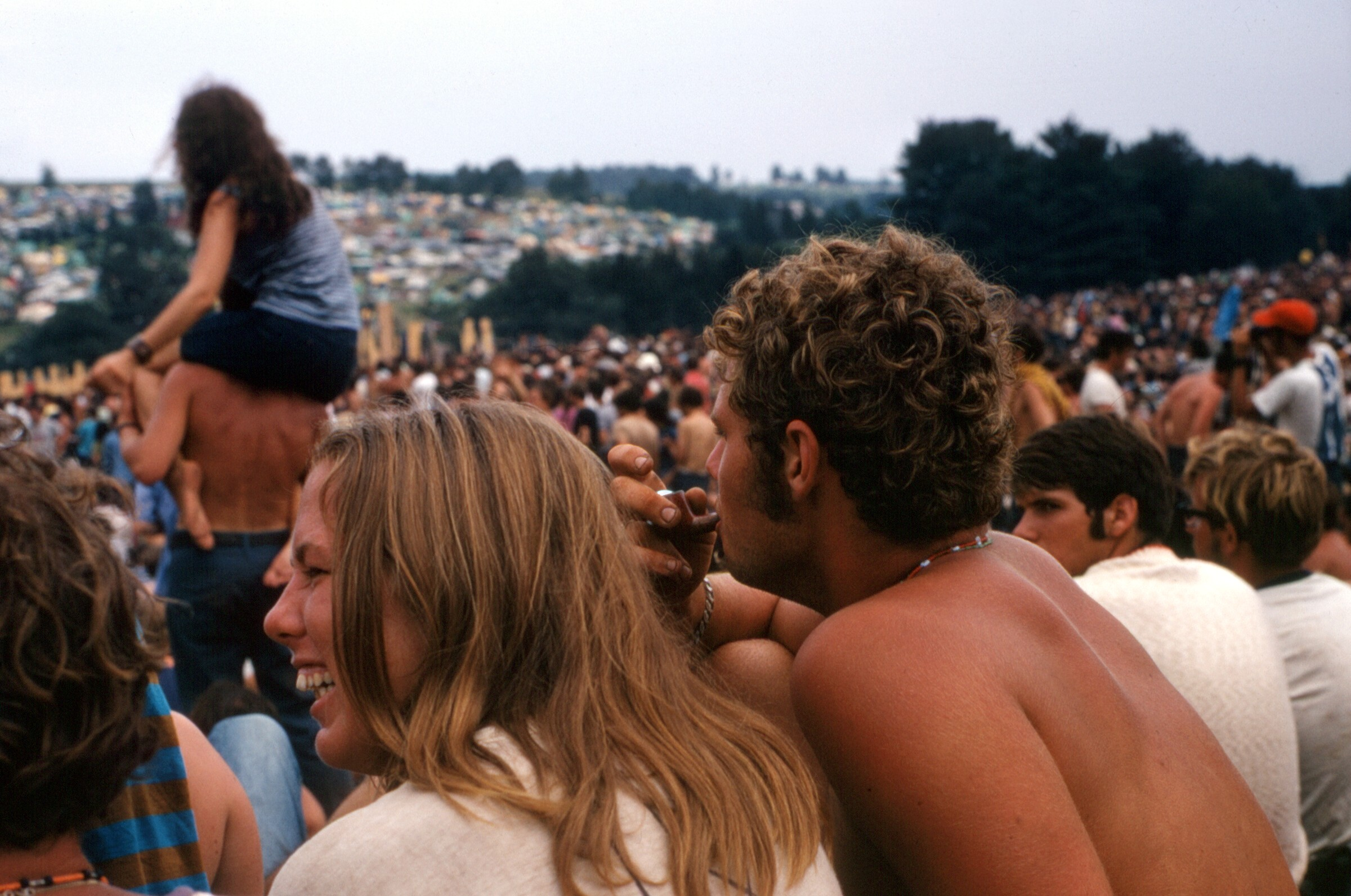
Des participants au Festival de musique et d'arts de Woodstock, à Bethel, New York (1969).
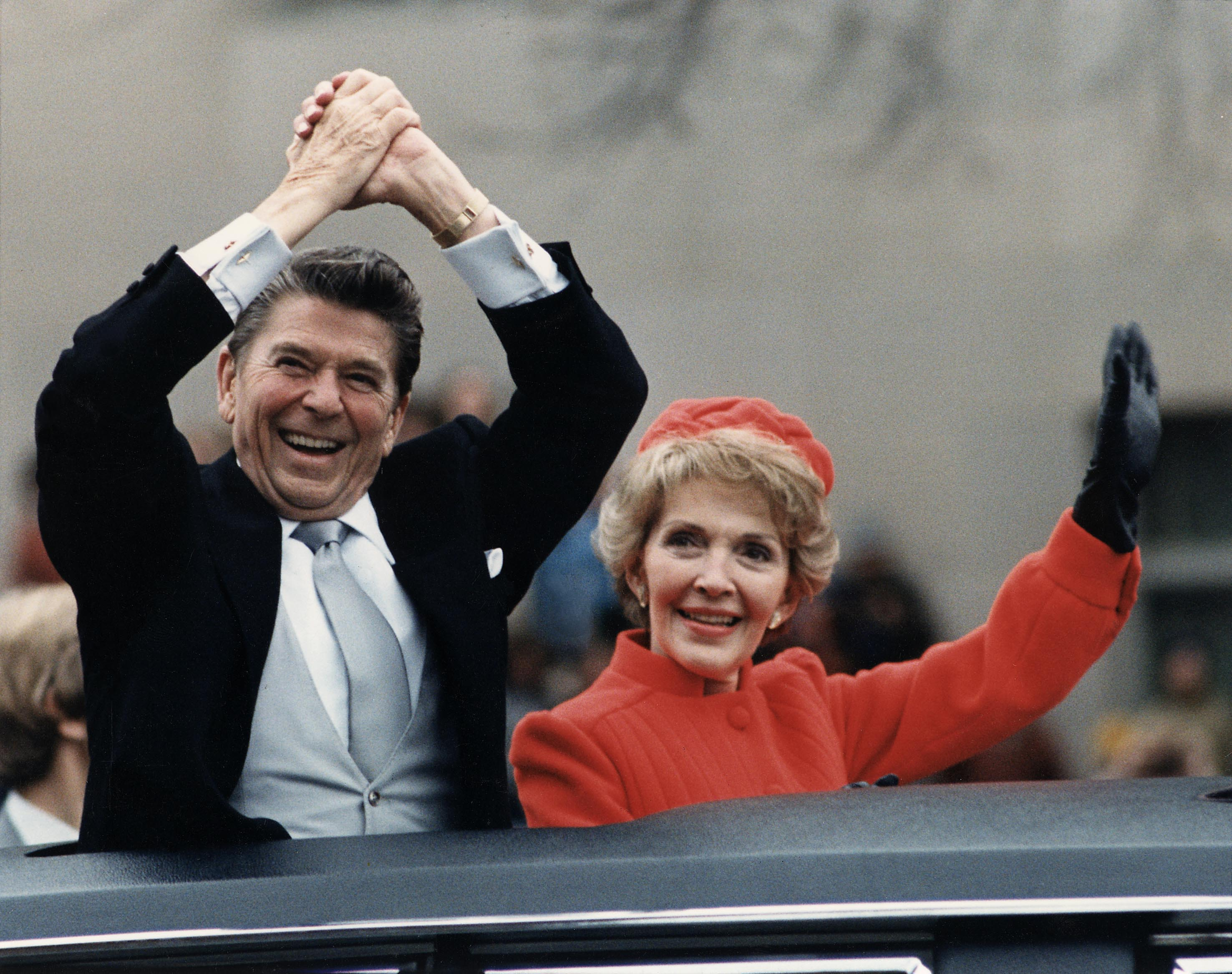
Le président élu Ronald Reagan et son épouse, Nancy, saluent la foule pendant la parade inaugurale (1981).

Selon le journaliste et satiriste P. J. O'Rourke, « Vous n'êtes pas un baby-boomer si vous n'avez pas un souvenir viscéral de l'assassinat d'un Kennedy et d'un King, de la séparation des Beatles, de la défaite des États-Unis au Vietnam et du Watergate ». Dans une étude de 1985 sur les cohortes générationnelles aux États-Unis réalisée par Schuman et Scott, un large échantillon d'adultes répond à la question : « Quels événements mondiaux des 50 dernières années ont été particulièrement importants pour vous ? ». Pour les baby-boomers, les résultats se divisent en deux groupes :
- La première génération de baby-boomers (nés entre 1946 et 1955), la génération qui incarne les changements culturels des années 1960.
- Événements marquants : le début de la guerre froide (et la Peur rouge associée) ; la Crise des missiles de Cuba ; les assassinats du président John F. Kennedy, de Robert Kennedy et de Martin Luther King Jr. ; les troubles politiques ; le programme Apollo ; la guerre du Vietnam ; la libération sexuelle ; l'expérimentation des drogues ; le mouvement pour les droits civiques ; l'environnementalisme ; la seconde vague de féminisme ; et le festival de Woodstock.

- La deuxième génération de baby-boomers (Génération Jones) (nés entre 1956 et 1964), la génération qui atteint l'âge adulte dans les années de « malaise » des années 1970.
- Événements marquants : la guerre froide ; la crise des missiles de Cuba ; les assassinats de figures politiques ; la guerre du Vietnam ; la mission d'alunissage ; le scandale du Watergate et la démission de Richard Nixon ; l'abaissement de l'âge légal pour consommer de l'alcool à 18 ans dans plusieurs États entre 1970 et 1976 (relevé à 21 ans au milieu des années 1980 sous l'influence du lobbying du groupe Mothers Against Drunk Driving (MADD)) ; la Crise pétrolière de 1973 ; la stagflation ; la réimposition par le président Jimmy Carter de l'enregistrement pour le service militaire ; la crise des otages en Iran ; l'élection de Ronald Reagan à la présidence ; et le Live Aid.

## En France
Pour Jean-François Sirinelli, la génération du baby-boom se retrouve dans sa jeunesse en opposition avec les générations précédentes, symbolisées par Charles De Gaulle. Mai 68 peut ainsi être vu comme un événement de contestation générationnelle.
Les baby boomers ont bénéficié d'un contexte économique favorable à l'acquisition de propriété immobilière, alors que la situation se dégrade à partir des années 1980. Le patrimoine immobilier moyen des 60-69 ans était en 2010 de 219 100 € selon les chiffres de l'INSEE.
Cependant, le niveau de vie et le niveau de santé sont meilleurs pour les générations suivantes que pour les baby boomers.
Les tensions avec les autres générations sont pointées lors de la pandémie de Covid-19 : les restrictions et les conséquences économiques à long terme touchent particulièrement les jeunes qui craignent moins la maladie que les baby boomers. Ces derniers n'avaient subi aucune restriction lors de la grippe de Hong-Kong de 1968-1970 lorsqu'ils étaient eux-mêmes plus jeunes,,.
Pour Maxime Sbaihi, les jeunes et les actifs doivent subir les conséquences négatives du vieillissement démographique, au contraire des baby-boomers,,.
Il est constaté lors de la réforme des retraites en France de 2023 que les baby-boomers ont touché en pensions de retraites deux fois plus d'argent qu'ils n'en ont cotisé au cours de leur vie, en raison d'une démographie favorable et d'un système par répartitions.
Pour Michel Ferrary de l'Université de Genève, les baby-boomers ont bénéficié de la croissance économique des Trente Glorieuses avec un chômage faible. Par opposition, les millenials doivent travailler plus longtemps avec un taux de chômage plus élevé pour payer les pensions des baby boomers et la dette publique qui a été accumulée. Pour lui, la hausse des inégalités est plus causée par les inégalités de génération que les inégalités de classe, avec un contrat social inégalitaire pour les jeunes.
Pour Hakim El Karoui, auteur de La lutte des âges, comment les retraités ont pris le pouvoir, le choix de préserver l'épargne et de ne pas relancer l'économie lors de la crise financière mondiale de 2007-2008 a favorisé les baby boomers face aux jeunes.